# New York Yankees (NFL)

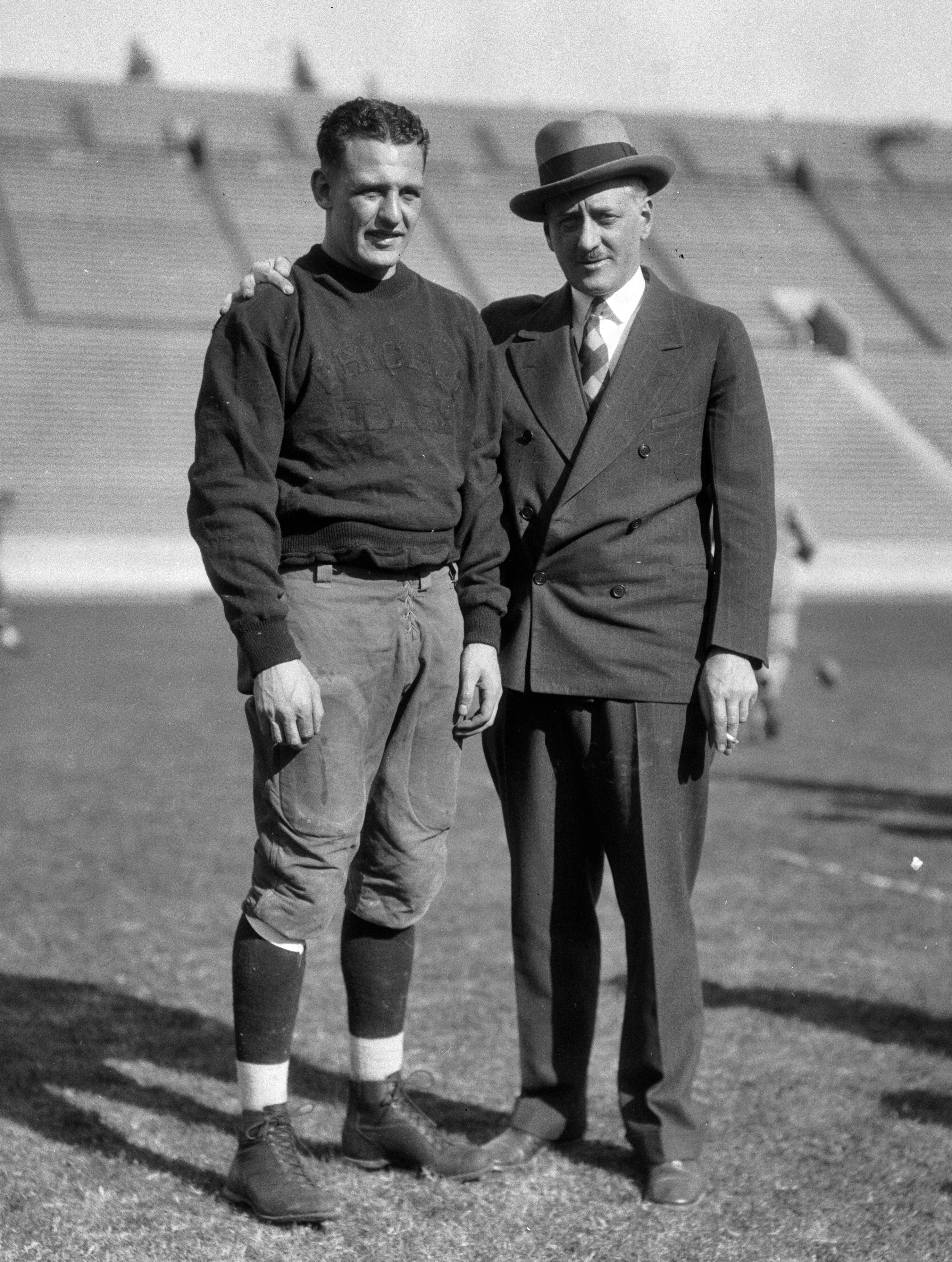
Red Grange und C.C. Pyle (1926)

Die New York Yankees waren eine American-Football-Mannschaft, welche 1926 zuerst in der neugegründeten American Football League (AFL) und von 1927 bis 1928 in der National Football League (NFL) spielte.

## Geschichte
In der Saison 1925 war es den Chicago Bears gelungen, den College-Football-Star Harold „Red“ Grange zu verpflichten. Ein Liga-Spiel zwischen den Bears mit dem frisch unter Vertrag genommenen Grange und den neu gegründeten New York Giants sahen 70.000 Zuschauer. Die Einnahmen garantierten den Weiterbestand der Giants. Im Anschluss an die Saison spielten die Bears mit Grange mehrere Freundschaftsspiele gegen Teams in Florida, Louisiana sowie an der US-Westküste. Diese als Barnstorming-Tour bezeichnete Spielserie war ein großer finanzieller Erfolg für die Bears und Red Grange.
Red Grange wurde zu diesem Zeitpunkt von C. C. Pyle gemanagt, dieser forderte für die folgende Saison das fünffache Gehalt und eine 33-%-Beteiligung am Team. Der Eigner der Chicago Bears, George Halas, war jedoch nicht willens, dies zu zahlen. Daraufhin forderte Pyle eine zweite Mannschaft in New York. Dies wurde jedoch vom Teameigner der New York Giants, Tim Mara, abgelehnt. Den angebotenen Kompromissvorschlag der NFL an Pyle, die neugegründete Mannschaft in Brooklyn anzusiedeln, nahm dieser nicht an.
Pyle setzte auf die Zugkraft von Red Grange und begann eine eigene Liga zu organisieren. Er gründete mit den New York Yankees ein eigenes Team, das sich im Yankee Stadium einmietete. Die als American Football League bezeichnete Liga umfasste insgesamt neun Teams. Bis auf die bisher in der NFL spielenden Rock Island Independents, waren es alles neu geschaffene Mannschaften und Organisationen. Trotz Grange blieben die Zuschauerzahlen hinter den Erwartungen zurück (auch auf Grund des schlechten Wetters) und es gelang keiner der Mannschaften an irgendeinem Spieltag einen Gewinn zu erwirtschaften. Anfang November gab es nur noch vier Mannschaften, die den Spielbetrieb aufrechterhielten. Drei davon wurden von Pyle finanziert. So musste am Ende der Saison der Ligabetrieb eingestellt werden. Sportlich gesehen, waren die Yankees eines der besten Teams, nur die Coaching-Leistung ließ zu wünschen übrig. Die New York Yankees wurde Zweiter der AFL.
Die Konkurrenz mit der AFL war auch für die NFL nicht folgenlos geblieben. Insbesondere schwächere Teams hatten finanzielle Schwierigkeiten und waren für die starken Teams kein publikumswirksamer und damit Einnahmen generierender Gegner. Zu Beginn der Saison 1927 wurde deshalb die Anzahl der Mannschaften in der Liga stark reduziert. Die Yankees erhielten jedoch ein NFL-Franchise.
Mara stimmt unter der Bedingung zu, dass die Mannschaft maximal vier Heimspiele im Yankee Stadium austragen durfte. Ein fünftes Heimspiel wurde im Archbold Stadium in Syracuse gespielt. Nach zehn Spielen hatte die Mannschaft ein Ergebnis von sieben Siegen und drei Niederlagen. Red Grange hatte sich jedoch im vierten Saisonspiel (gegen die Bears), schwer am Knie verletzt. Diese Verletzung schränkte ihn in seiner Beweglichkeit stark ein. Nach der dann folgenden Bye-Week gelang bei den restlichen sechs Spielen kein Sieg mehr. Nach der Saison wurden im Januar noch vier Freundschaftsspiele in Kalifornien ausgetragen.
Der Vertrag zwischen Pyle und Red Grange endete im Januar 1928. Grange entschied, den Vertrag nicht zu verlängern und auf Grund seiner Verletzung eine Spielpause einzulegen. Das somit geschwächte Team konnte mit Dick Rauch zwar den früheren Trainer der Pottsville Maroons unter Vertrag nehmen, aber nicht mehr an die Erfolge der Vorjahre anknüpfen. Von 13 Saison-Spielen konnten nur vier gewonnen werden. Am Ende der Saison musste C. C. Pyle das Team auf Grund der aufgelaufenen Verluste einstellen. Tim Mara übernahm das Franchise der Yankees.

## Uniform
Das Team spielte 1926–1928 in roten Jerseys mit blauen Ziffern, einem breiten weißen Ärmelstreifen und weißen Schultern. 1927 wurde zusätzlich ein blaues Jersey mit hellblauen Ziffern verwandt. Die Strümpfe waren blau mit einem rot abgesetzten weißen Streifen.

## Statistik
| Saison | Liga | Siege | Niederlagen | Unentschieden | Punkte erzielt | Punkte zugelassen | Platzierung | Head Coach  |
| ------ | ---- | ----- | ----------- | ------------- | -------------- | ----------------- | ----------- | ----------- |
| 1926   | AFL  | 10    | 5           | 0             | 212            | 82                | 2. (von 9)  | Ralph Scott |
| 1927   | NFL  | 7     | 8           | 1             | 142            | 174               | 6. (von 12) | Ralph Scott |
| 1928   | NFL  | 4     | 8           | 1             | 103            | 179               | 7. (von 10) | Dick Rauch  |

## Mitglieder in der Pro Football Hall of Fame
| New York Yankees Hall of Famers | New York Yankees Hall of Famers | New York Yankees Hall of Famers | New York Yankees Hall of Famers |
| Name                            | Position                        | Spielzeit                       | Aufnahme in die HOF             |
| ------------------------------- | ------------------------------- | ------------------------------- | ------------------------------- |
| Morris Badgro                   | End, Defensive End              | 1927–1928                       | 1981                            |
| Ray Flaherty                    | End, Defensive End              | 1927–1928                       | 1976                            |
| Red Grange                      | Halfback, Defensive Back        | 1926–1927                       | 1963                            |
| Mike Michalske                  | Offensive Guard                 | 1926–1928                       | 1964                            |

## Namhafte Spieler
- Bo Molenda; Back, spielte 1927 und 1928 bei den Yankees
- Dick Rauch; Center, Guard, Tackle, spielte und trainierte 1928 die Yankees
- Ralph Scott; Guard, spielte und trainierte 1926 und 1927 die Yankees